# アハル州
座標: 北緯38度03分06秒 東経58度12分36秒 / 北緯38.05167度 東経58.21000度
アハル州（アハルしゅう、トルクメン語: Ahal welaýaty）は、トルクメニスタンを構成する州（ベラヤト）の一つ。州都はアルカダグ（2022年12月以前はアナウ）。人口は約89万人（2022年国勢調査）。
北はダショグズ州、北東はレバプ州、東はマル州、南はイラン、西はバルカン州と接し、首都アシガバードを取り囲んでいる。5州の中で唯一他の全ての州と接している。第2代同国大統領グルバングル・ベルディムハメドフの出身地。

## 行政区分
- Abadan City (formerly Büzmeýin City)
- テジェン — granted etrap status on February 3, 2008[4]
- アルカダグ（英語版、ロシア語版）[2] - グルバングル・ベルディムハメドフ元大統領の敬称を冠した計画都市
- en:Akbugdaý District (formerly Gäwers District)
- en:Altyn Asyr District — created August 23, 2000[5]
- en:Babadaýhan District
- en:Baharly District (formerly Bäherden District)
- en:Gökdepe District - en:Geok Tepe
- en:Kaka District
- en:Ruhabat District
- en:Sarahs District
- en:Tejen District